# 柳家吉緑
柳家 吉緑（やなぎや きちろく、1984年12月19日 - ）は、落語協会所属、柳家花緑門下の落語家。本名∶櫻井 俊輔。

## 経歴
2010年6月、柳家花緑に入門。前座名は「花どん」で8月に初高座。演目は道灌。2011年2月より柳家さん坊、林家なな子と共に寄席に楽屋入り。
2015年5月21日より林家けい木、柳亭市童、柳家やなぎ、林家なな子と共に落語協会二ツ目に昇進。花どん改メ「吉緑」に改名。2017年10月1日より新潟県魚沼市特使に就任する。
2025年3月21日、柳家緑太、柳家花飛、林家けい木改め林家木久彦、柳亭市童改め四代目松柳亭鶴枝と共に真打昇進。

## 芸歴
- 2010年6月 - 柳家花緑に入門、前座名は「花どん[2][1]」。
- 2011年2月 - 楽屋入り[1]。
- 2015年5月 - 二ツ目に昇進、「吉緑」に改名[2][1]。
- 2025年3月 - 真打昇進。

## 人物
楽屋入り三日目にしてハヤリ目にかかり休席。タテ前座に迷惑をかける。
2013年ポパイ12月号の末廣亭の記事に載る。松浦弥太郎に「声に惚れたので贔屓にしたい」と書いて頂く。前座時代一番の自慢とのこと。
2014年1月、救急車で運ばれ虫垂炎で緊急入院。前座全員に迷惑をかける。
2014年12月19日30才の誕生日、 インフルエンザにかかった花緑の代演で山口県立大学にて落語を一席披露した。前座時代、一番の仕事とのこと。
2023年度のNHK新人落語大賞の決勝に進出。審査員の金原亭馬生（11代目）から、扇子の持ち方と前髪を垂らすなというダメ出しをされた。

## 受賞
- 2022年
  - 『第21回さがみはら若手落語家選手権』∶優勝[5][6]
  - 『第33回北とぴあ若手落語家競演会』∶大賞[7][8]
- 2023年2月 - BSフジ『Zabu-1グランプリ2023』∶優勝